# Diferenciação logarítmica
Em cálculo diferencial, a diferenciação logarítmica é um método utilizado para diferenciar funções matemáticas compostas por produtos, quocientes e potências empregando a derivada logarítmica de uma função f.
{\displaystyle [\ln(f)]'={\frac {f'}{f}}\quad \rightarrow \quad f'=f\cdot [\ln(f)]'.}
A técnica é frequentemente realizada em casos em que é mais fácil diferenciar o logaritmo de uma função em vez da própria função. Isto geralmente ocorre em casos em que a função de interesse é composta de um produto de um número de variáveis, de modo que uma transformação logarítmica se fundamenta em transformá-lo em uma soma de variáveis separadas (que é muito mais fácil diferenciar).